# Франц Хеленс
Франц Хеленс (Franz Hellens), по рождение Фредерик ван Ерменгем (Frédéric van Ermengem) (8 септември 1881, Брюксел – 20 януари 1972, Брюксел) е плодовит белгийски писател-романист, поет и литературен критик. Въпреки че е от фламандски произход, пише изцяло на френски език и живее в Париж от 1947 до 1971 година. Четири пъти е номиниран за Нобелова награда за литература – през 1943, 1948, 1953 и 1954 година. 
Известен е като един от големите майстори на белгийския магически реализъм, както и като неуморен редактор на Signaux de France et de Belgique (по-късно, издавано под заглавие Le Disque vert). На български излиза книгата му „Двойникът и други фантастични истории“ (2013, издателство „СОМН“) в превод на Тодорка Минева и Красимир Кавалджиев.
Бащата на Хеленс, Емил ван Ерменгем, е бактериолог, откривател на причината за ботулизма. По-малкият му брат Франсоа Маре (Франс ван Ерменгем) също е писател.

## Произведения
- En ville morte, 1906
- Les hors-le-vent, 1909
- Les clartés latentes. Vingt contes et paraboles, 1912
- Nocturnal, voorafgegaan door Quinze histoires, 1919
- Mélusine, 1920, 1952
- La femme au prisme, 1920
- Bass-Bassina-Boulou, 1922
- Réalités fantastiques, 1923
- Notes prises d'une lucarne, 1925
- Oeil-de-Dieu, 1925, 1959
- Le naïf, Paris, 1926
- Eclairages, 1916–1923, 1926
- Le jeune homme Annibal, 1929, 1961
- La femme partagée, 1929
- Les filles du désir, 1930
- Documents secrets, 1905–1931, 1932
- Poésie de la veille et du lendemain 1917-1927, 1932
- Fraîcheur de la mer, 1933
- Frédéric, 1935
- Le magasin aux poudres, 1936
- Nouvelles réalités fantastiques, 1943
- Moralités peu salutaires, 1943
- Fantômes vivants, 1944
- La vie seconde, 1945, 1963
- Moreldieu, 1946, 1960
- Naître et mourir, 1948
- Miroirs conjugués, 1950
- Pourriture noble, 1951
- Testament, 1951
- L'homme de soixante ans, 1951
- Les marées de l'Escaut, 1953
- Mémoires d'Elseneur, 1954
- Style et caractère, 1956
- Les saisons de Pontoise, 1956
- Dans l'automne de mon grand âge, 1956
- Documents secrets 1905-1956, 1958
- Poésie complète, 1905–1959, 1959
- Petit théâtre aux chandelles, 1960
- L'âge dur, 1957–1960, 1961
- Valeurs sûres, 1962
- Herbes méchantes, 1964
- La comédie des portraits, 1965
- Poétique des éléments et des mythes, 1966
- Le dernier jour du monde, 1967
- Le fantastique réel, 1967
- Arrière-saisons, 1960–1967, 1967
- Paroles sans musique, 1969
- Cet âge qu'on dit grand, essai, 1970